# 昌平郡
昌平郡，中国南北朝时设置的郡。《魏书·地形志》、《隋书·地理志》误作平昌郡。 
北魏太和年间设置昌平郡，属燕州，下辖昌平县、万年县、若水县。治所在今河北阳原县东南、蔚县东北。辖境相当今河北省阳原县东部、蔚县北部、怀安县及宣化县南部等地。东魏迁军都城（后改昌平县，今北京市昌平区西南十七里），属东燕州，北周废，旋即复置，隋文帝开皇三年（583年）废昌平郡，昌平县、万年县、若水县直属燕州。